# Leirfjords kommun
Leirfjords kommun (norska: Leirfjord kommune) är en kommun i landskapet Helgeland i Nordland fylke i norra Norge. Kommunens centralort är tätorten Leland. 

## Administrativ historik
Leirfjords kommun bildades 1915 genom en delning av Stamnes kommun, som senare bytte namn till Sandnessjøens kommun. 1945 överfördes ett område med 45 invånare från Nesna kommun. 1964 överfördes ett område med 180 invånare från Tjøtta kommun och ett område med 580 invånare från Nesna kommun.

## Tätorter
I Leirfjords kommun finns en tätort:
- Leland (centralort)

## Socknar
Inom Norska kyrkan motsvaras Leirfjords kommun av Leirfjords socken i Nord-Helgelands prosteri i Sør-Hålogalands stift.